# Conophytum subterraneum
Conophytum subterraneum là một loài thực vật có hoa trong họ Phiên hạnh. Loài này được Smale & T.Jacobs mô tả khoa học đầu tiên năm 2001.